# R-71 (大型ミサイル艇・2代)
R-71(ロシア語:Р-71エール・スィェーミヂェスャト・アヂーン)は、ソ連・ロシア連邦の大型ミサイル艇(Большой ракетный катер)である。

## 概要

### 建造
1241.1T号計画「モールニヤ」型大型ミサイル艇の1 隻として建造されたR-71は、1981年8月12日にレニングラート(現サンクトペテルブルク)のスレドネ＝ネーフスキイ造船工場で起工された。同造船所で建造された1241.1T型としては2番艇になる。1983年9月14日には進水、10月には内水路経由でケルチに回航された。セヴァストーポリのカランチンナヤ湾に基地を置くソ連海軍黒海艦隊第41ミサイル艇旅団に編入されたR-71は、1985年8月23日にはソ連海軍旗を掲揚した。

### 試験
R-71は試験に供せられ、20 発近くのミサイルを試射した。1241.7号計画が立てられるとR-71はこれに従って改修を受け、従来のAK-630M近接防御システム2 基を3M87「コールチク」高角ミサイル・火砲コンプレックスに換装した。
「コールチク」は昼夜兼用の全天候自動捜索・追尾・迎撃防空システムで、ヘリコプターを含む海上空の目標の迎撃を用途としていた。コンプレックスは、短射程艦対空ミサイルと機関砲からなっていた。使用される9M311ミサイルは速力0から500 m/sまでの空中の目標を自動制御で迎撃できた。誘導は電波信号によって行われた。弾体は、全長2.65 m、弾頭重量9 kg、最高速度900 m/sであった。コンプレックスには、このミサイルを収める2 基の4連装発射機が含まれた。
火砲システムについては、2 門の30 mm機関砲6K30GShを装備した。これは、航空機用のGSh-30機関砲6 門を束ねたもので、給弾と冷却は自動制御となっており、毎分10000 発の発射速度を持っていた。
「コールチク」はレーダーと暗号計算機、照準装置、誘導装置、安定装置からなっていた。管制レーダーは、新しい大型のMR-352「ポジチーフ」が主檣上に設置された。システムは一度に6 目標まで追尾可能で、ミサイルは高度4 kmまでの距離8 kmから1.5 km まで、機関砲は500 mまでの近距離において使用されることとなっていた。目標には、艇からの近距離における巡航ミサイル、航空機、ヘリコプター、誘導爆弾が想定されていた。
1989年から1992年にかけて受けた中期修理において、R-71は搭載する「コールチク」を試作型から量産型に換装した。試験終了ののち、「コールチク」システム一式はR-71から撤去された。そのため、それ以降R-71は主砲以外に防空兵装を搭載しないまま現役を続行している。

### 表彰
1990年代には、R-71は数年間に亙り次々とセヴァストーポリでの高等訓練や軍事パレードに参加した。1997年には、初めて2 発の艦対艦ミサイルを同時発射することに成功している。
この年には、R-71はロシア海軍における最優秀ミサイル艇に選ばれた。R-71は、海上目標射撃での成績優秀を理由に黒海艦隊司令官賞を受賞した。
R-71はカランチンナヤ湾の第41ミサイル艇旅団に所属している。艦長は、D・ヴァシリチューク大尉が務めている。